# Stein- und Mosaik-Fabrik Ostara
In der Stein- und Mosaik-Fabrik Ostara wurden Keramik, insbesondere keramische Platten und Mosaike, hergestellt. Sie befand sich in Osterath.

## Geschichte

### Von der Gründung bis Ende des Zweiten Weltkrieges
Im Jahre 1888 zog der Unternehmer Mathias Grathes mit seiner kleinen Zementplattenfabrik von Düsseldorf nach Osterath. Dort produzierte er bis etwa 1890 Gehwegplatten und Dachziegel, ab 1894 allerdings schon Wand- und Bodenfliesen. Anfangs wuchs die Firma und bildete schnell eine recht große Fabrik mit zirka 180 bis 200 Arbeitern. Doch der Aufschwung war nur von kurzer Dauer und bereits 1903 musste Grathes Konkurs anmelden. In der Folge wurde aus Grathes ehemaliger Personengesellschaft 1903 die Osterather Mosaik- und Wandplattenfabrik. Im Laufe der folgenden Jahre erwies sich die neue Konstellation als sehr erfolgreich; insbesondere der Absatz von Mosaikplatten lief sehr gut. 

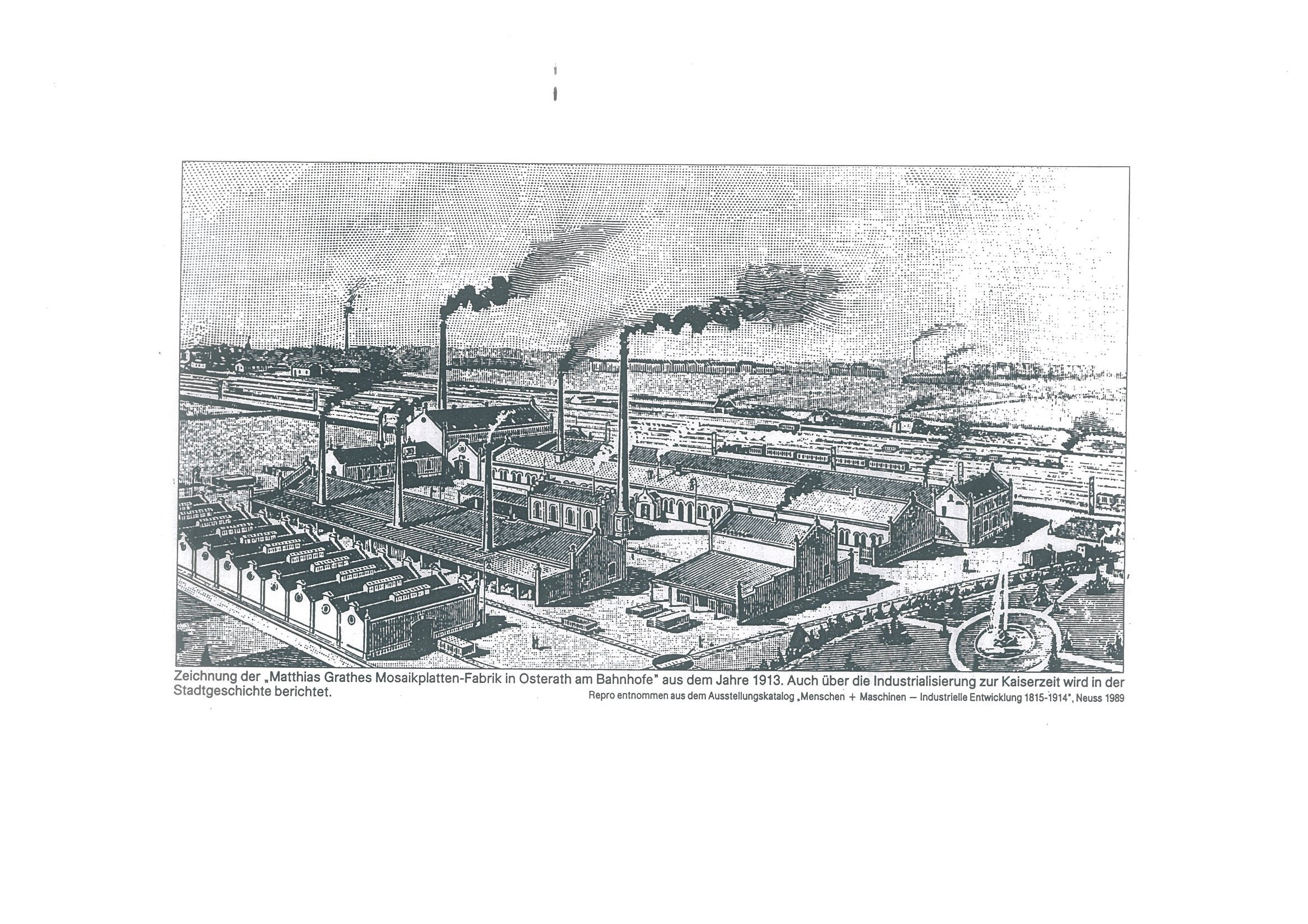
Betriebsgelände (1913)

Während des Ersten Weltkrieges wurde die Fabrik erneut umbenannt: Sie hieß nun Fabrik Osterather keramische und chemische Industrie und diente neben der üblichen Keramikproduktion auch zur Produktion der sogenannten "Tonseife". Doch die Tonseifenherstellung hatte einen großen negativen Effekt: Durch die Herstellung der Tonseife in den Brennöfen der Fabrik wurden diese verschmutzt und für keramische Produktionen unbrauchbar gemacht. Dies hatte zur Folge, dass zwei Jahre nach Kriegsende 1918 nichts in den Öfen produziert werden konnte. 
Ab diesem Zeitpunkt geriet die Fabrik erneut in finanzielle Schwierigkeiten: Um zu überleben, musste nach dem Krieg von einer Schweizer Bank eine Hypothek von 200.000 Schweizer Franken aufgenommen werden, welche nicht zurückgezahlt werden konnte, sodass die Fabrik erneut vor dem Ruin stand. 1923 wurde das Werk dann von dem in Düsseldorf gelegenen Bankhaus Falk übernommen, welches die Fabrik in eine Aktiengesellschaft umwandelte. Gleichzeitig firmierte die Fabrik um in „Ostara Mosaik- und Wandplatten-Fabrik AG“. Zu diesem Zeitpunkt tauchte das erste Mal der Name der Frühlingsgöttin Ostara im Namen der Fabrik auf, der von dort an bis zum Ende erhalten blieb. 
Ab Mitte der 1920er-Jahre folgte wieder ein Aufschwung und ein Ausbau der Fabrik, der aber in den 1930er-Jahren wieder in technische und finanzielle Schwierigkeiten mündete. Im Jahr 1931 war das Bankhaus Falk wegen finanzieller Schwierigkeiten dazu gezwungen, einige Fabriken, darunter auch die Ostara, abzustoßen. Die neuen Investoren, darunter der jüdische, aus Holland stammender Finanzier Van der Ziyl, ein holländischer Adeliger und die belgische Bank Banque de Verviers, füllten angesichts der „aufkommenden Wolke des Nationalsozialismus“ als Sicherheit für ihre investiertes Geld Fliesenlager im Ausland mit den teuren Fliesen aus der Produktion der Ostara. Wegen der fehlenden Einnahmen für den Verkauf dieser Fliesen geriet Ostara immer tiefer in Schwierigkeiten. Der Versuch des Vergleiches mit den Schuldnern scheiterte, sodass im August 1932 erneut Konkurs angemeldet werden musste.
Doch auch diesmal war für das Ostara-Werk das Ende noch nicht vollständig gekommen. 1933 übernahm die Familie Faulhaber die Fabrik und brachte eigene Tongruben aus dem Westerwald mit in die Firma ein. Bis zum Ausbruch des Zweiten Weltkrieges wuchs die Firma wieder und die Anzahl der Mitarbeiter stieg auf 140. Mit dem Beginn des Krieges die gesamte deutsche Wirtschaft in die Kriegsproduktion gezwungen. Ostara musste ohne Rücksicht auf Wirtschaftlichkeit zunächst Fliesen für die Ausstattung von Kasernen produzieren, später wurde die Fliesenproduktion vollständig eingestellt. Ostara wich auf die Produktion von Raschig-Ringen für die chemische Industrie aus, was zwar viel Geld für die Umrüstung der Maschinen kostete, dem Betrieb mit 50 Arbeitern allerdings bis Anfang 1945 zum Überleben verhalf. 
Im Februar 1945 erfolgten mehrere Tieffliegerbombenangriffe auf die Militärtransporte auf dem neben dem Fabriksgelände liegenden Bahnhof, sodass auch die Ostara schwer beschädigt wurde. Zudem wurde nach der Besetzung Osteraths durch die Amerikaner, als das Werk sechs Wochen unbewacht war, ein erheblicher Teil der Ausrüstung demontiert und geplündert.

### Wiederaufbau und Blütezeit nach dem Zweiten Weltkrieg
Nach dem Tod des ehemaligen Inhabers Jakob Faulhaber übernahm Benno Hölssig, der inzwischen mit der Tochter Faulhabers liiert war, das Werk und baute es mit teils außergewöhnlichen Ideen wieder auf. Allein durch die Idee, die übergebliebenen Restbestände der Fliesenscherben, die von den Bombenangriffen verschont geblieben waren, als Bruchmosaik-Beläge zu verkaufen, erhielt die Ostara genug Einnahmen für den Wiederaufbau und Ingangsetzung der Produktionsanlagen und den teilweisen Abbau der Bankschulden. Es waren noch einige Schwierigkeiten zu überwinden, bis das "Wirtschaftswunder" die Nachfrage nach Fliesen ankurbelte und die Fabrik nachhaltig wuchs.
Bis 1948 wuchs die Produktion der Ostara auf 30.000 m² Fliesen pro Monat. Es wurden neue Kredite gewährt und die Produktionsanlagen wurden erweitert. 1950 wurde der erste Tunnelofen Deutschlands eingeweiht, was die Ostara zu einer der modernsten Fliesenfabriken Europas machte. Im Jahr 1951 wurde das neue Verwaltungs- und Wohngebäude errichtet, das als eines der wenigen Überbleibsel des Werksgeländes bis heute (Stand 2010) erhalten geblieben ist und als Wohnhaus genutzt wird. Anfang 1952 wurde eine betriebliche Altersvorsorge eingeführt und ab 1952 wurden in der Nähe des Fabrikgeländes Wohnungen für die Mitarbeiter errichtet. Im Sommer 1953 wurde ein Ferienheim für die Belegschaft im Kühlenbusch in der Eifel gebaut. Ebenfalls 1953 wurde eine einheitliche Berufskleidung einführt. 
Bis Mitte der 1960er-Jahre wurde die Produktionskapazität kontinuierlich auf mehr als 100.000 m² Fliesen pro Monat ausgebaut, zusätzliche Tunnelöfen, Lager, ein neues Verwaltungsgebäude und eine Schlämmerei wurden errichtet und das Betriebsgelände vergrößert.

### Niedergang
Ab Mitte der 1960er-Jahre geriet Ostara dann in eine Absatzkrise, sodass die neu gebauten Produktionsöfen nicht vollständig ausgelastet werden konnten. Gleichzeitig verschlechterten sich Preis und Qualität der Rohstoffe. Im Herbst 1968 wurden die Exportsteuer und die Importförderung eingeführt, sodass der Export gedrosselt werden musste und wichtige Absatzmärkte im Ausland verloren gingen. Auch ein Verkauf der Tochtergesellschaft Wohnungsbaugesellschaft Ostara und von betriebseigenen Wohngebäuden brachte keine Rettung. Die Banken forderten zur Aufrechterhaltung ihrer Kredite für die Ostara die Eingliederung in eine finanzstärkere Gruppe oder den Zusammenschluss mit einem größeren Partner. Nach einigen Monaten der Verhandlung wurde die Ostara 1973 mit damals 600 Mitarbeitern zur Gänze als Tochtergesellschaft in den Unternehmensverband der Keramik Holding AG Laufen verkauft, mit welcher bereits seit einigen Jahren eine enge Kooperation geführt wurde.
Trotz der Übernahme Ende 1973 lief das Osterather Traditionsunternehmen unter dem Namen Ostara weiter und wurde von der Keramik Holding AG Laufen weiter ausgebaut. Ebenfalls blieben alle 600 Arbeitsplätze bestehen. Bereits vor der abgeschlossenen Übernahme standen die Pläne für eine moderne Fertigungsanlage für glasiertes Mosaik, sodass diese schon 1975 in Betrieb genommen werden konnte. Weitere Investitionen waren die jeweils 6 Millionen DM teuren Schnellbrandanlagen, die in den Jahren 1982, 1985 und 1988 erbaut wurden und der Ostara zu neuem Aufschwung verhalfen. Trotz dieser technischen Neuerungen und dem darauf gewonnenen Vorteil der Energie- und Arbeitspersonaleinsparung geriet die Ostara-Fliesen zunehmend unter Druck durch die steigenden Energiepreise und dem Konkurrenz- und Preisdruck durch Billigimporte.
Durch diesen zunehmenden Druck wurde 1998 sämtliche Geschäftsanteile der Ostara Laufen Keramik GmbH an die Deutsche Steinzeug AG übergeben. Diese verstärkte durch diese Übernahme die Objektkompetenz bei der Keramischen Belagsmaterialien innerhalb der Gruppe. Doch angesichts der konjunkturellen Entwicklung wurde die ursprünglich für das Jahr 2004 angesetzte Stilllegung des Werkstandortes Meerbusch in das Jahr 2001 vorgezogen.

## Nachfolgenutzung des Betriebsgeländes
Nach der durchgeführten Schließung des Werkes übernahm die Investorengruppe Carat aus Oberhausen das Gelände und plant eine neue Bebauung im Zentrum Osteraths. Auf 14 Hektar sollen Wohn- und Gewerbegebäude entstehen: 
In der Nordhälfte wird mit 220 neuen Wohneinheiten der Schwerpunkt auf das Wohnen gelegt. Die geplanten Wohngebäude sollen als Passivhäuser gebaut werden. Entlang der Bahnlinien entstehen zusätzlich zur Abschirmung der Bahngeräusche einige Bürogebäude für die Dienstleistungsbranche. Im südlichen Teil des Geländes soll „nicht-störendes“ Gewerbe und weitere Bürogebäude für die Dienstleistungsbranche ihren Platz finden, sodass 300–400 neue Arbeitsplätze geschaffen werden können. Hinzu kommt ein 4000 Quadratmeter großer Supermarkt. 
Für Heiz- und Warmwasserversorgung des Geländes soll durch die Wirtschaftsbetriebe Meerbusch ein Kraftwerk errichtet werden. Der naheliegende, geplante Frischemarkt wird aus diesem Kraftwerk auch mit Kälte versorgt. Die Wärmeerzeugung erfolgt überwiegend regenerativ und CO2-neutral. Durch den Kälte- und Wärmebedarf wird der Einsatz von BHKW's erwogen; Baubeginn soll 2014 sein.[veraltet]
Koordinaten: 51° 16′ 15,4″ N, 6° 37′ 34,1″ O